# Scelimena razalii
Scelimena razalii är en insektsart som beskrevs av Mahmood, K., Idris och Salmah 2007. Scelimena razalii ingår i släktet Scelimena och familjen torngräshoppor. Inga underarter finns listade i Catalogue of Life.